# Гибель Бриджит Дрисколл
Бриджит Дрисколл (англ. Bridget Driscoll) (1851 или 1852 — 17 августа 1896, Лондон) — первая в мире жертва автомобильного наезда.

## История происшествия
17 августа 1896 года в Лондоне автомобиль, управляемый Артуром Эдселлом, сбил Бриджит Дрисколл, 44-летнюю (по другим данным, 45-летнюю) мать двоих детей. Это был первый в мире случай наезда на пешехода автотранспортом, повлёкший за собой летальный исход.
По словам свидетелей, автомобиль ехал с «огромной скоростью». Водитель Артур Эдселл, служащий «Англо-французской автомобильной компании», которая демонстрировала публике свою новинку, должен был ехать со скоростью четыре мили в час, но вдвое превысил её — очевидно, чтобы произвести впечатление на юную леди, которую взялся прокатить. Согласно свидетелям, во время инцидента он с ней оживлённо беседовал. Водительский опыт Эдселла насчитывал три недели.
Миссис Дрисколл вышла на дорогу, не обратив внимания на ограждение и вывески, объявлявшие о движении транспортных средств с мотором. Увидев несущуюся на неё повозку без лошади, она попыталась защититься от неё зонтиком, но тщетно.
После шестичасового разбирательства первого в истории ДТП со смертельным исходом суд присяжных постановил, что это была «случайная смерть», и против Эдселла и компании уголовное дело возбуждать не стали. На разбирательстве коронер заявил: «Такое никогда больше не должно случиться». Судья вынес вердикт: «Миссис Дрисколл стала жертвой собственной неосторожности».